# Дмитрівка (Конотопський район)
Дми́трівка — село в Україні, у Конотопському районі Сумської області. Населення становить 236 осіб. До 2017 орган місцевого самоврядування — Суховерхівська сільська рада.

## Географія
Село Дмитрівка розташована на відстані 2 км від правого берегу річки Терн. За 1.5 км розташовані села Жуківка, Кубракове та Суховерхівка.
По селу тече струмок, що пересихає із загатою.

## Історія
- На хуторі поблизу Дмитрівки мешкала Шацька Нонна Йосипівна — економка і коханка поміщика Олександра Миколайовича Тюменєва (26.08.1840-15.11.1892). Хутір був обсаджений тополями і красиво домінував над низинною Черепівкою., розташованою на протилежному березі р. Терн. Настоятель другої частини парафії Вознесенської церкви с. Черепівка о. Павло Вознесенський під час сповіді у церкві публічно примусив Нонну бити поклони у вигляді єпитимії за її безшлюбне співжиття з поміщиком, за що був звільнений. Колишня економка віддячила своєму померлому коханцеві, поставивши на його могилі надгробок з чорного граніту. Однак родичі небіжчика скинули цей хрест і поставили на його місце надгробок з білого мармуру. (Попов П. М. Вікна в епоху /рукопис/).
- Село постраждало внаслідок геноциду українського народу, проведеного урядом СССР 1932—1933 та 1946–1947 роках, встановлено смерті 11 людей[1].
- 12 червня 2020 року, відповідно до розпорядження Кабінету Міністрів України № 723-р «Про визначення адміністративних центрів та затвердження територій територіальних громад Сумської області», село увійшло до складу Буринської міської громади[2].
- 19 липня 2020 року, в результаті адміністративно-територіальної реформи та ліквідації Буринського району, увійшло до складу новоутвореного Конотопського району[3].

## Економіка
- Свино-товарна ферма.